# PrettyMuch
I PrettyMuch sono una boyband costituita dai cantanti statunitensi Brandon Arreaga, Edwin Honoret, Nick Mara ed Austin Porter e dal cantante canadese Zion Kuwonu.  Il gruppo è stato messo insieme dal produttore discografico Simon Cowell, proprietario della casa discografica Syco.

## Storia del gruppo

### I primi singoli (2016–2017)
Esattamente come avvenuto alcuni anni prima per gli One Direction, i vari componenti dei PrettyMuch stavano cercando di costruirsi una carriera da cantanti solisti quando Simon Cowell propose a ciascuno di loro di entrare a far parte di un nuovo gruppo. Dopo aver accettato questa proposta, a partire dal 18 marzo 2016 i ragazzi hanno convissuto per alcuni mesi nello stesso appartamento in cui hanno studiato danza e canto ed iniziato a registrare quello che sarebbe poi diventato il loro EP di debutto. In un secondo momento, i cinque hanno iniziato a pubblicare sia cover di canzoni famose che performance di danza sulle note di brani famosi, iniziando ad attirare l'attenzione del pubblico e della stampa.
Nel luglio 2017 la band ha pubblicato il singolo di debutto Would You Mind, per poi eseguirlo live nei mesi successivi durante i Teen Choice Awards 2017 e sul red carpet degli MTV Video Music Awards 2017. Un videoclip del brano, chiaramente ispirato a quelli delle più note boyband degli anni '90, è stato pubblicato nel settembre successivo. Hanno fatto seguito i singoli Teacher, Open Arms e No More, pubblicati tutti negli ultimi mesi del 2017. Oltre a pubblicare questi brani, nel 2017 i Prettymuch hanno aperto il Jack & Jack Tour dei Jack & Jack.

### I primi progetti:PrettyMuch an EP,Phases,INT:EP(2018–2019)
Nel 2018, dopo aver lanciato altri singoli, i PrettyMuch pubblicano l'EP PrettyMuch an EP, la loro prima pubblicazione più ampia di un singolo. Il progetto include i singoli Hello, 10,000 Hours, Healty e On My Way. Segue la pubblicazione del singolo estivo Summer On You, scritto da Ed Sheeran e successivamente presentato live durante gli MTV Video Music Awards. Successivamente pubblicano la collaborazione con Rich The Kid Solita ed il brano Jello. Con Jello la band riesce ad entrare per la prima volta nella classifica singoli neozelandese. Sempre nel 2018 portano avanti i loro primi due tour da headliner e sono fra gli opener del tour di Khalid Roxy Tour.
Nel 2019 pubblicano dapprima il singolo Blind per poi iniziare a lanciare brani atti a promuovere l'EP Phases, tra cui anche la title track. L'EP viene pubblicato il 24 maggio 2019 ed include i singoli Phases, Gone 2 Long e Eyes Off You. Dopo aver pubblicato gli stand alone singles Lying e Rock Witchu, il 22 novembre 2019 pubblicano il loro terzo EP INT:EP. Il disco include due collaborazioni con altre boyband: Me Necesita insieme ai CNCO, altra boyband lanciata da Simon Cowell, e Up To You insieme ai sudcoreani NTC Dream.

### Ritorno con la nuova casa discografica (2020–2021)
Nel dicembre 2020, dopo oltre un anno dalla loro ultima pubblicazione, i PrettyMuch annunciano di aver cambiato casa discografica e di avere in programma una completa ripartenza per il 2021. Nel gennaio 2021 pubblicano il singolo Stars via Sire Records in qualità di primo singolo estratto dal loro terzo EP Smackables, pubblicato il successivo 29 gennaio.

## Formazione
- Brandon Arreaga (2016 – presente)
- Edwin Honoret (2016 – presente)
- Nick Mara (2016 – 2022)
- Austin Porter (2016 – presente)
- Zion Kuwonu (2016 – presente)

## Discografia

### EP
- 2018 – PrettyMuch an EP
- 2019 – Phases
- 2019 – INT:EP
- 2021 – Smackables

### Singoli
- 2017 – Would You Mind
- 2017 – Teacher
- 2017 – Open Arms
- 2017 – No More (feat. French Montana)
- 2018 – Hello
- 2018 – 10,000 Hours
- 2018 – Healty
- 2018 – On My Way
- 2018 – Summer on You
- 2018 – Solita (feat. Rich the Kid)
- 2018 – Real Friends
- 2018 – Jello
- 2019 – Blind
- 2019 – Phases
- 2019 – Gone 2 Long
- 2019 – Eyes Off You
- 2019 – Lying (feat. Lil Tjay)
- 2019 – Rock Witchu
- 2019 – Me necesita (feat. CNCO)
- 2019 – Up to You (feat. NCT Dream)
- 2021 – Stars

## Tournée

### Come artisti principali
- 2018 – PrettyMuch Everywhere Tour
- 2018 – Funktion Tour
- 2019 – Fomo Tour

### Come artisti d'apertura
- 2017 – Jack & Jack Tour con i Jack & Jack
- 2018 – Roxy Tour con Khalid